# Messier 60
Messier 60 (M60 o NGC 4649) és una galàxia el·líptica, de tipus E2, situada a la constel·lació de la Verge. Va ser descoberta el 1779 per Johann Gottfried Koehler. Independentment, va ser descoberta més tard per Barnabus Oriani i Charles Messier la catalogà uns dies més tard.
M60 es troba a una distància de 60 milions d'anys llum; el seu diàmetre aparent és de 7 x 6 minuts d'arc, que correspon a 120 000 anys llum. És una de les galàxies el·líptiques gegants del cúmul de la Verge. La seva magnitud aparent és de 8,8.

## Observació
Es tracta de la galàxia més oriental de la sèrie formada per M58, M59, i M60, i que es mostren successivament en el telescopi en apuntar a aquesta regió del cel, a 25 minuts d'arc d'M59. Amb instruments d'aficionat, només es pot apreciar la regió central de 4 x 3 minuts d'arc.
L'any 2004, es va veure la supernova SN 2004W (tipus 1a), de magnitud 18,8, en aquesta galàxia.